# وصف (منطق)

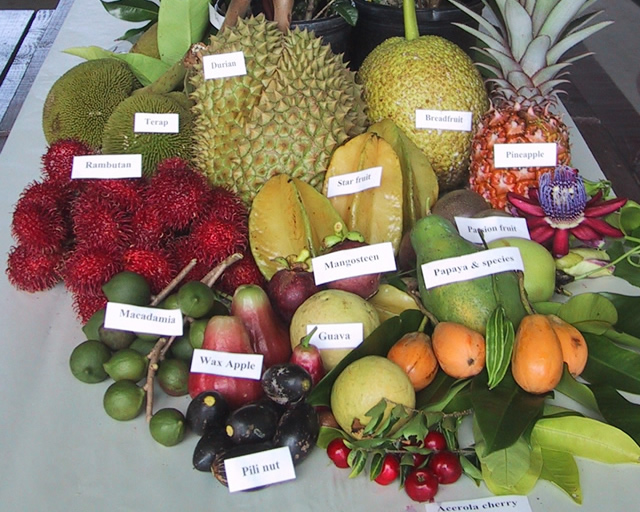

الوصف عبارة عما دل على الذات باعتبار معنى هو المقصود من جوهر حروفه، أي يدل على الذات بصفة، كأحمر فإنه بجوهر حروفه يدل على معنى مقصود وهو الحمرة؛ فالوصف والصفة مصدران، كالوعد والعدة، والمتكلمون فرقوا بينهما فقالوا الوصف يقوم بالواصف والصفة تقوم بالموصوف. وقيل الوصف هو القائم بالفاعل.